# 파울레타
페드루 미겔 카헤이루 헤젠드스(포르투갈어: Pedro Miguel Carreiro Resendes, 1973년 4월 28일, 포르투갈 아소르스 폰타델가다 ~ )는 파울레타(Pauleta)로 알려져 있는 포르투갈의 은퇴한 축구 선수이다. 그는 과거에 프랑스의 클럽 파리 생제르맹 소속으로 팀에서 주장으로 활약하였다. 그는 포르투갈 축구 국가대표팀의 뛰어난 골잡이로, 국제 경기 88경기에 나서 47골을 기록하였다. 이 기록은 에우제비우를 넘는 포르투갈 대표팀 최다골 기록이었지만 크리스티아누 호날두가 기록 경신을 하였다. 파울레타는 포르투갈 대표로 유로 2000, 2002년 FIFA 월드컵, 유로 2004, 그리고 2006년 FIFA 월드컵에 출전하였다.

## 경력

#### 데포르티보 라코루냐
- 라리가 : 1999-00
- 수페르코파 데 에스파냐 : 2000

#### 지롱댕 드 보르도
- 쿠프 드 라 리그 : 2001-02

#### 파리 생제르맹
- 쿠프 드 프랑스 : 2003–04, 2005–06
- 쿠프 드 라 리그 : 2007–08

### 개인
- 세군다 디비시온 득점왕 : 1996-97
- 리그 1 득점왕 : 2001–02, 2005–06, 2006–07
- 리그 1 올해의 선수 : 2001–02, 2002–03
- 리그 1 올해의 팀 : 2002–03, 2005–06
- 리그 1 이 달의 선수 : 2003년 10월
- 리그 1 20주년 특별상 : 2011